# Агарвала, Адиш
Адиш Агарва́ла (дев. आदीश चन्द्र अग्र्वाल; 30 сентября 1956) — юрист, писатель и общественный деятель, старший адвокат штата Харьяна, адвокат штата Пенджаб, а также старший правительственный советник в Верховном суде Индии и в Высоком суде Дели.
Кроме этого, доктор Агарвала является Президентом Международного Совета Юристов; Председателем Индийской ассоциации адвокатов; членом правления Индийского Совета юристов; руководителем Индийского института правовой информации; Генеральным секретарём Индийской ассоциации старших адвокатов.
В разное время он был исполнительным директором и членом Ученого Совета юридического факультета Индийского Университета в г. Бангалор, вице-президентом Ассоциации Адвокатов при Верховном суде Индии и заместителем председателя Совета адвокатов города Дели. Член Академического совета Национального Юридического университета г. Патна.
Адиш Агарвала учился в Ваишском Колледже в городе Ротак, штат Харьяна, где постоянно занимал активную гражданскую позицию и был избран председателем студенческого общества.
В 1972 году избран Президентом национального совета Индо-Советской дружбы. Во время учебы в колледже Адиш Агарвала был редактором студенческого журнала, издававшегося под патронатом тогдашнего президента Индии и премьер-министра.
В 1982 году Адиш Агарвала избран самым молодым вице-президентом Совета адвокатов Индии — высшего органа адвокатов, созданного в соответствии с законом Индии «Об адвокатуре».
В 1986 году Адиш Агарвала назначен Старшим советником правительства Раджива Ганди. Адиш Агарвала был ответственным за реформирование образовательного сектора Индии. Его заслугой является повышение уровня правового образования и создание 140 новых школ права.
Даже при смене руководства страны Адиш Агарвала был вновь назначен на должность Старшего советника правительства.
Он является внештатным преподавателем права в во многих юридических учебных заведениях в Индии и за рубежом.
Его последняя книга «Конституция Индии» увидела свет в 2008 году. О книге похвально отозвался действующий премьер-министр Индии Манмохан Сингх.
Адиш Агарвала является автором ещё двух изданий, редакторами которых стали вице-президент Индии, министр юстиции, министр финансов и другие высокопоставленные чиновники.
Следующие две книги: «Мать Тереза — живая легенда» и «Индия — моя Индия» — будут изданы в 2011 году.
Доктор права Адиш Агарвала активно путешествует. Посетил более 120 стран, где представлял Индию на международных конференциях, семинарах, а также выступал представителем Правительства Индии на официальных приемах. Он имел уникальную возможность побывать в Белом Доме, а также завтракать с Джорджем Бушем, Джорджем Бушем-младшим и дважды с Биллом Клинтоном. Адиш Агарвала участвовал в более чем 5000 официальных мероприятиях в различных частях мира. О нём опубликованы десятки статей, сняты многочисленные видео-материалы.